# Fabrice Silvagni
Fabrizio dit Fabrice Silvagni, né le 26 août 1966 à Tamines, est un joueur puis entraîneur de football belge. Il évoluait au poste de défenseur central.

## Biographie
Fabrice Silvagni commence sa carrière professionnelle à 17 ans au Sporting Charleroi lors du championnat 1983-1984. Il va porter les couleurs du Sporting Charleroi pendant 13 saisons, jusqu'en 1996, et connaître plusieurs entraîneurs de renom comme Luka Peruzovic, Robert Waseige, Aimé Anthuenis, Georges Leekens et Georges Heylens.
Avec le Sporting Charleroi, il joue deux matchs en Coupe de l'UEFA contre le Rapid Bucarest lors de la saison 1994-1995.
À 30 ans, il s'expatrie en Grèce et porte pendant une saison les couleurs de l'Aris Salonique où 4 entraîneurs se succèdent. De retour en Belgique, il joue en division 2 à La Louvière. Après un passage dans sa région natale (Royale Jeunesse sportive taminoise), il termine sa carrière de joueur à l'UR Namur à l'âge de 39 ans avant d'entamer une carrière d'entraîneur.